# Euromissile MILAN
MILAN (franska: missile d’infanterie léger antichar) är en pansarvärnsrobot tillverkad av ett fransk-tyskt konsortium.
MILAN började konstrueras 1962. Den var redo för tester 1971 och blev produktionsklar 1972. Det är en trådstyrd robot som kan avfyras från fordon eller av fotsoldater från lavett. Räckvidden är upp till två kilometer. Stridsdelen har en tandemladdning med riktad sprängverkan för att maximera sitt pansargenomslag.
MILAN-robotar har sålts till många länder. Den användes under den senare delen av kalla kriget av många av de europeiska medlemmarna av försvarsalliansen NATO. Den har använts i strid i exempelvis Afghanistan.

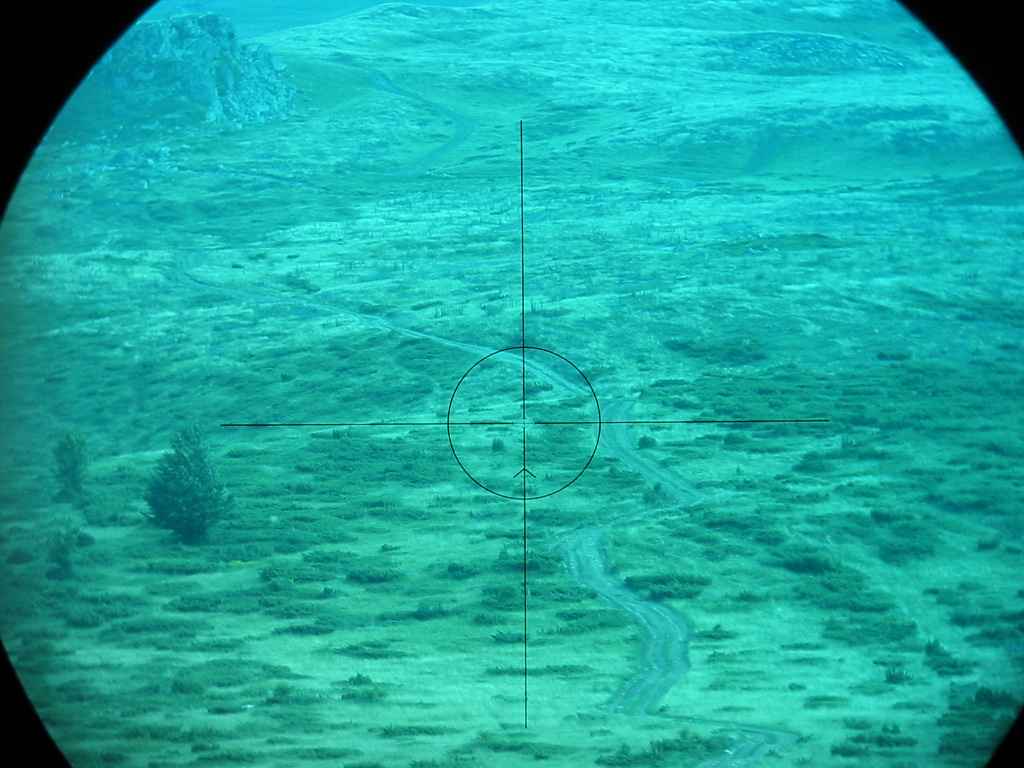
Optiskt sikte, PV-robot MILAN.
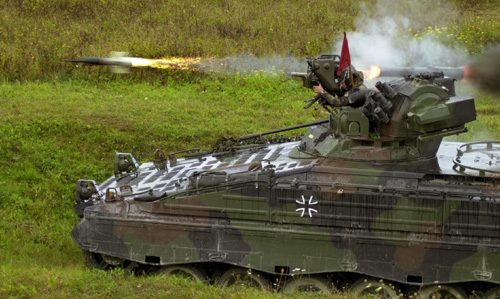
En MILAN avfyras från en Marder IFV.

## Liknande vapen
- BGM-71 TOW
- Robot 56 Bill